# Stefan Rosiak
Stefan Rosiak (ur. 16 lipca 1897 w Ozorkowie, zm. 1 stycznia 1973 w Łodzi) – polski historyk, archiwista, działacz krajoznawczy, szczególnie w zakresie ochrony zabytków.

## Studia i stopień naukowy
W latach 1924–1929 studiował historię na Uniwersytecie Stefana Batorego w Wilnie (1929 mgr –  Bonifatrzy w Wilnie – druk: Wilno 1928). Po skończeniu studiów poświęcił się pracy w archiwistyce. W 1947 doktoryzował się pod kierunkiem R. Mienickiego na UMK na podstawie opublikowanej w 1938 pracy Księgarnia Eliza Orzeszkowa i S-ka w Wilnie (1879–1882).

## Praca zawodowa
Jeszcze jako student (1922) został zatrudniony w Archiwum Państwowym w Wilnie, gdzie pracował do 1946. Podczas okupacji brał udział w tajnym nauczaniu. W latach 1946–1947 był pracownikiem urzędu Głównego Pełnomocnika Rządu Rzeczypospolitej do Spraw Ewakuacji. Z ramienia Naczelnej Dyrekcji Archiwów Państwowych rejestrował polonika w archiwach państwowych w Wilnie, Grodnie, Moskwie i Leningradzie. We wrześniu 1947 objął stanowisko kustosza Archiwum Państwowego w Piotrkowie Trybunalskim. W latach 1949–1951 był pierwszym dyrektorem Archiwum Państwowego w Łodzi, był jednym z organizatorów państwowej służby archiwalnej na terenie woj. łódzkiego. Jego staraniem powstały archiwa miejskie w Kutnie, Łowiczu, Łęczycy, Rawie Mazowieckiej, Skierniewicach, Tomaszowie Mazowieckim, Wieluniu i inne.

## Społeczna działalność pozazawodowa
Członek:
- PTH,
- Stowarzyszenia Historyków Sztuki,
- Stowarzyszenia Archiwistów Polskich,
- PTTK od 1955.

Najbardziej owocna była działalność w PTTK w dziedzinie społecznej opieki nad zabytkami. W latach 50. XX w. był współorganizatorem Okręgowej Komisji Opieki nad Zabytkami, której przewodniczył do 1972. Zorganizował sieć Społecznych Opiekunów Zabytków na terenie ówczesnego województwa łódzkiego i utrzymywał z nimi stały kontakt poprzez organizowanie zebrań i zjazdów.

## Śmierć i miejsce spoczynku
Zmarł 1 stycznia 1973. Został pochowany na Cmentarzu św. Rocha na Radogoszczu.

## Publikacje
W latach 30. XX w. na łamach wileńskiego „Słowa” publikował artykuły popularne na temat powstania listopadowego. W jego dorobku naukowym można wyróżnić dwa nurty. Pierwszy dotyczy badań nad dziejami Wileńszczyzny. Reprezentują go m.in. następujące prace:
- przytoczona wyżej rozprawa doktorska,
- Bonifratrzy w Wilnie 1635–1843–1924 (1928),
- Prowincja litewska Sióstr Miłosierdzia (1933).

Drugi nurt związany jest ze studiami nad historią gospodarczą regionu łódzkiego – artykuły, m.in.:
- Dzieje ruchu robotniczego w Ozorkowie (1957);
- Powstanie listopadowe w Ozorkowie (1957);
- Powstanie przemysłu w Ozorkowie (1963).
- Opracował monografię Ozorkowa z okazji 700-lecia tego miasta, która z przyczyn niezależnych od autora nie ukazała się drukiem.
- Przez wiele lat współpracował z zespołem przygotowującym Materiały do historii miast, przemysłu i klasy robotniczej w okręgu łódzkim (t. I–IV, 1957–1966).

## Ordery i odznaczenia
- Krzyż Kawalerski Orderu Odrodzenia Polski
- Złoty Krzyż Zasługi
- Medal Niepodległości (16 marca 1937)[2]
- Srebrny Krzyż Zasługi (11 listopada 1936)[3]
- Srebrna Odznaka „Za opiekę nad zabytkami”
- Złota Honorowa Odznaka PTTK
- Honorowa Odznaka Miasta Łodzi